# Вардарскі (футбольний клуб)
«Вардарскі» (мак. ФК Вардарски Богданци) — македонський футбольний клуб із села Богданці.
У сезоні 1992/93 виступав у Першій лізі.
Тепер виступає в Третій лізі Македонії.

## Досягнення
Перша ліга Македонії:
- Найвище місце 18-е (1): 1992/93